# Netzwerk der Präsidenten der obersten Gerichtshöfe der Europäischen Union

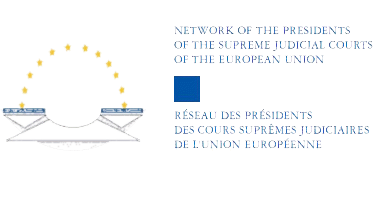
Logo

Das Netzwerk der Präsidenten der obersten Gerichtshöfe der Europäischen Union ist ein Gremium, dem die Präsidenten der obersten Gerichtshöfe der Mitgliedstaaten der Europäischen Union angehören.
Das Netzwerk hatte seine konstituierende Sitzung am 10. März 2004 am französischen Kassationshof in Paris. Seine Mitglieder treten zusammen, um Themen von gemeinsamem Interesse und gemeinsame Anliegen zu diskutieren und Ideen und Informationen auszutauschen. Es soll ein Forum bieten, über das europäische Institutionen die Meinung der Präsidenten der obersten Gerichtshöfe der Europäischen Union einholen können. Das Netzwerk hat selbst Beobachterstatus am European Law Institute.
Die Mitglieder des Netzwerks veranstalten ein jährliches Kolloquium und weitere Treffen. Seit 2007 betreibt das Netzwerk zudem ein gemeinsames Portal, das die Rechtsprechung der obersten Gerichtshöfe erschließt. Außerdem organisiert das Netzwerk Austauschaufenthalte für Mitglieder der obersten Gerichtshöfe.
Das Netzwerk hat seinen Sitz in Paris am französischen Kassationshof und wird finanziell durch die Europäische Union unterstützt. 2017 folgte Priit Pikamäe, der Präsident des estnischen Staatsgerichtshofs, auf Susan Denham, die derzeitige Chief Justice of Ireland, als Vorsitzender des Netzwerks.
Deutschland ist durch den Präsidenten des Bundesgerichtshofs vertreten, Österreich durch den Präsidenten des Obersten Gerichtshofs. Die Präsidenten der obersten Gerichtshöfe von Liechtenstein, Montenegro und Norwegen haben Beobachterstatus. Die Präsidenten des Europäischen Gerichtshofs und des Europäischen Gerichtshofs für Menschenrechte nehmen an den Treffen und Kolloquien des Netzwerks teil.